# Mas dit el Castell
El Mas dit el Castell és una obra del municipi de Campdevànol (Ripollès) declarada bé cultural d'interès nacional.

## Descripció
Es tracta d'una masia de planta rectangular d'una planta i amb la pallissa annexa. La teulada és a doble vessant amb el carener paral·lel a la façana principal. La porta d'entrada està precedida per unes escales de pedra amb baranes metàl·liques. Totes les obertures són allindanades.
Hi ha un conjunt de petites edificacions que fan les funcions de galliner, garatge, cambra dels mals endreços,...
Tot i que el topònim és el castell, no s'ha documentat cap estructura.